# Sint-Antoniuskerk (Petkum)
De Sint-Antoniuskerk (St.-Antonius-Kirche) is een luthers kerkgebouw in Petkum, sinds 1972 een Stadtteil van het Oost-Friese Emden (Nedersaksen). Het kerkgebouw werd oorspronkelijk in de 13e eeuw gebouwd, maar onderging in de loop der eeuwen meerdere wijzigingen.

## Geschiedenis
In de middeleeuwen behoorde Petkum tot de proosdij Emden in het bisdom Münster. Het patronaat van de kerk rustte bij de familie Abdena uit Emden, die de Petkumer burcht bewoonden. In 1408 werden de patronaatsrechten aan de commanderij van Muhde overgedragen.
De bouw van de kerk vond in de 13e eeuw plaats. Dankzij een schenking van de laatste hoofdeling van de plaats, Gerd van Petkum, werd in de jaren 1470-1480 het koor aangebouwd. In de 15e eeuw werden de ramen van de kerk vergroot en voorzien van spitsbogen. Een ingrijpende verbouwing van het hoofdschip volgde in 1750, toen de westelijke en noordelijke muur en het westelijke deel van de zuidelijke muur opnieuw werden opgemetseld. De dakruiter op het koor brandde in 1908 af en stortte samen met de kleine klok op de grond.

## Beschrijving
De bakstenen kerk werd oorspronkelijk als rechthoekige zaalkerk met apsis op een warft gebouwd. Aan de grote kloostermoppen van de zuidelijke muur zijn de bouwdelen uit de 13e te herkennen. De meeste rondbogige ramen werden door grote spitsboogramen vervangen. Slechts in de noordelijke muur bleven vier van de oorspronkelijk romaanse ramen bewaard. In het kerkschip liggen vrijliggende ankerbalken om de muren tegen de druk van het dak te zekeren. De portalen van de kerk werden in 1750 vernieuwd en bevinden zich sindsdien op de westelijke en de noordelijke kant.
Het meerzijdige koor is hoger dan het kerkschip en is voorzien van spitsbogige ramen met visblazen-maaswerk en zware steunberen. Het interieur kent een netgewelf met een hangende sluitsteen. Een spitsbogige triomfboog verbindt het koor met het schip. De zich onder het koor bevindende grafkelder is tegenwoordig niet meer toegankelijk.
Ten noordwesten van de kerk staat de vrijstaande klokkentoren met rondbogige galmgaten en een open lantaarn. De klokkentoren werd in 1802 op de oude plaats opnieuw uitgevoerd. De oudste klok stamt uit 1300, de andere klok werd in 1970 gegoten.

## Interieur

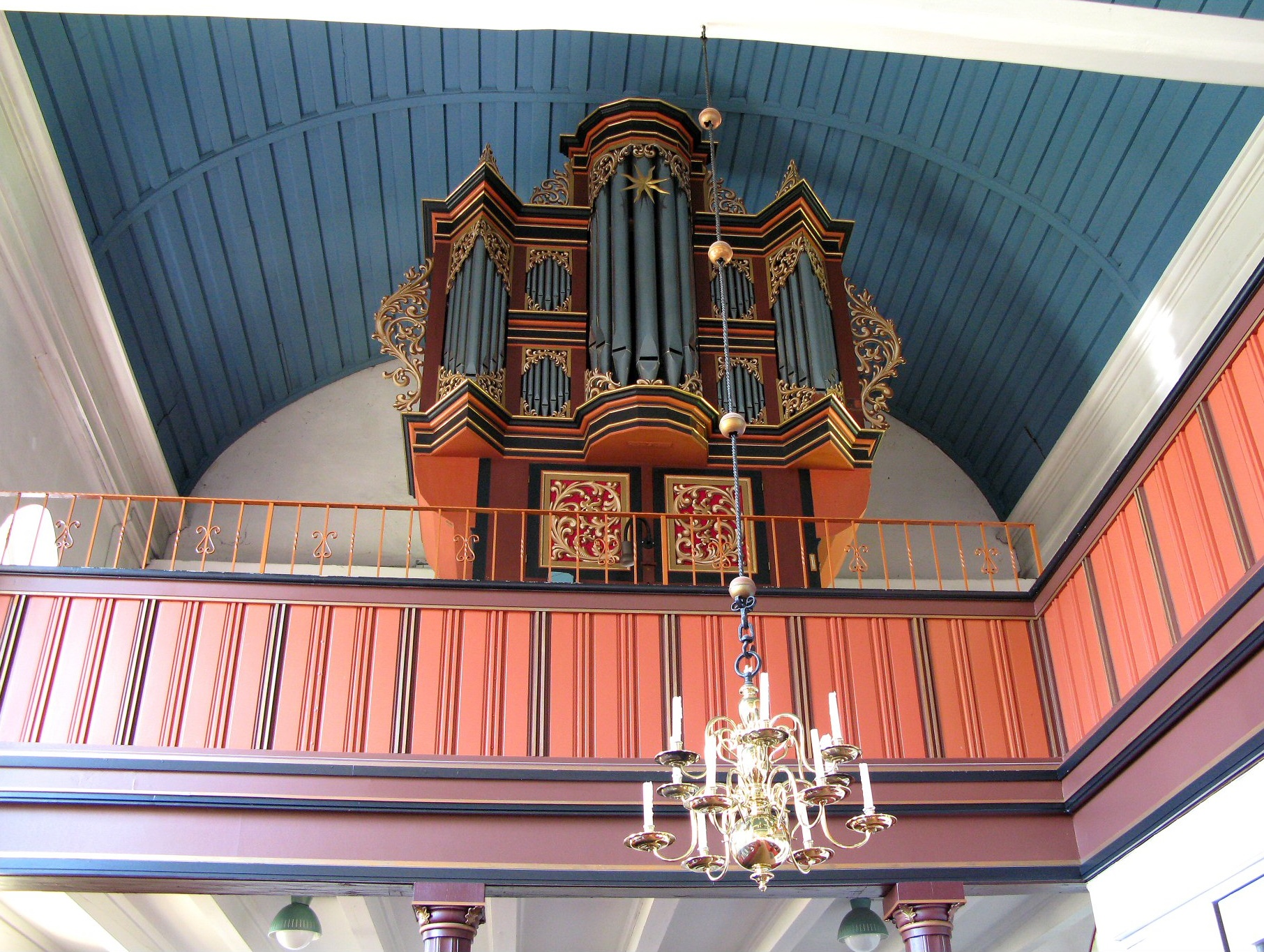
Orgel

Het kerkschip wordt met een houten tongewelf afgesloten. In het koor werden bij een renovatie in de jaren 1960-1962 laatgotische fresco's met bloemmotieven blootgelegd. De rode gewelfribben met witte geverfde strepen suggereren het gebruik van baksteen. In de oostelijke gewelfkap bevindt zich een beschildering van Christus met twee heiligen, wiens bovenlichamen uit bloemkelken voortkomen. De twaalf zandstenen zerken stammen uit de periode 1484-1795.
Een tweedelig zandstenen reliëf aan de noordelijke muur tegenover de preekstoel dateert uit de tijd toen het koor werd gebouwd. Vroeger bevond het reliëf zich in de vloer van het koor. Onder een rondboog wordt de gekruisigde Christus met Maria en Johannes voorgesteld, terwijl het onderste deel een Maansikkelmadonna in een stralenkrans met de apostelen Thomas en Bartholomeus laat zien. Waarschijnlijk zijn de beide knielende personen Gerd van Petkum en zijn vrouw, die de bouw van het koor mogelijk maakten.
Het doopvont werd in de 13e eeuw uit Bentheimer zandsteen gehouwen. Twee friezen met gestileerde wijnranken worden onderbroken door banden met visgraatmotief.
Een trapeziumvormige grafzerk uit de romaanse tijd toont een kruis tussen twee kromstaven. De grafzerken van jonker Ocko († 1490) en Gerd van Petkum († 1478) staan in het koor opgesteld.

#### Orgel
Tussen 1692 en 1706 bouwde Valentin Ulrich Grotian uit Aurich een orgel in de kerk. Het kerkorgel werd in 1837 gerepareerd en verbouwd door Gerd Sieben Janssen en in 1957-1962 bij het verplaatsen van het orgel van de oostelijke naar de westelijke kant door Alfred Führer uit Wilhelmshafen gemoderniseerd. De Krummhörner Orgelmakerij heeft tijdens een grondige revisie in 1989-1990 de klank van het instrument zoveel mogelijk in de oorspronkelijke staat hersteld.